# 포토맥강

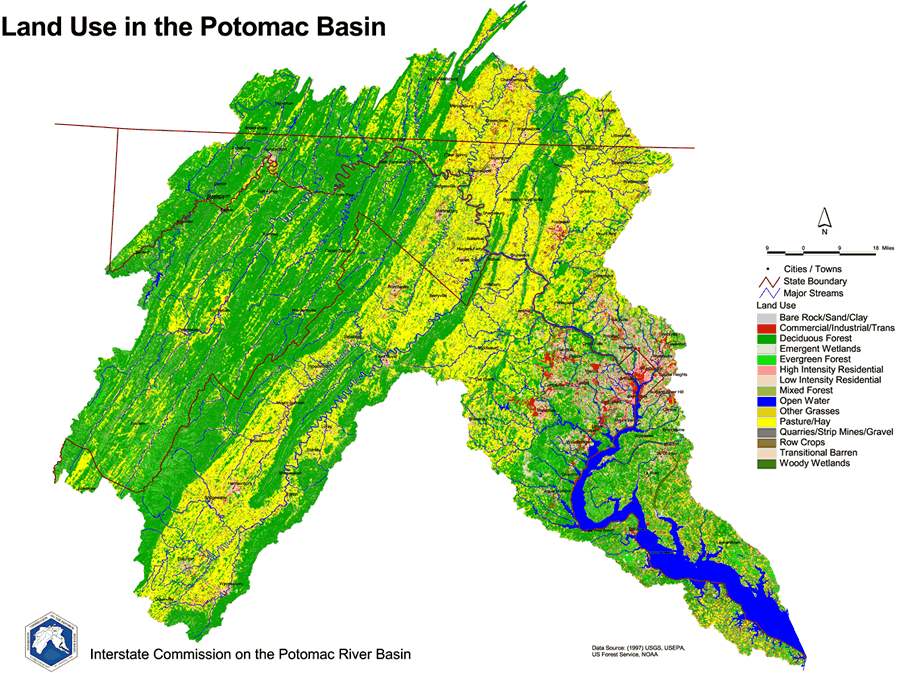

포토맥강(Potomac River)은 버지니아주의 하이타운과 웨스트버지니아주의 페어팩스 스톤에서 발원하여 대서양 연안의 체서피크 만으로 흘러들어가는 강이다. 총 길이는 대략 665km (413마일)에 달하며 강이 차지하는 전체 면적은 약 38,000 km2이다. 강물의 평균 유입량은 초당 306 입방 미터이며, 현재까지 최대 유입량 기록은 1936년 3월에 측량된 12,000 입방 미터이며 그리고 최저 유입량은 1966년 9월에 측량된 17 입방 미터이다. 미국 대서양 연안에서 4번째로 큰 강이며, 미국 전체에서는 21번째로 큰 강이다. 포토맥 강 연안에는 현재 약 5백만 명 이상의 사람들이 살고 있다. 강은 남과 북의 두 지류가 있다. 북쪽 지류는 페어팩스 스톤 (Fairfax Stone)에서 비롯되며, 남쪽 지류는 버지니아 주의 하이타운에서 비롯된다.

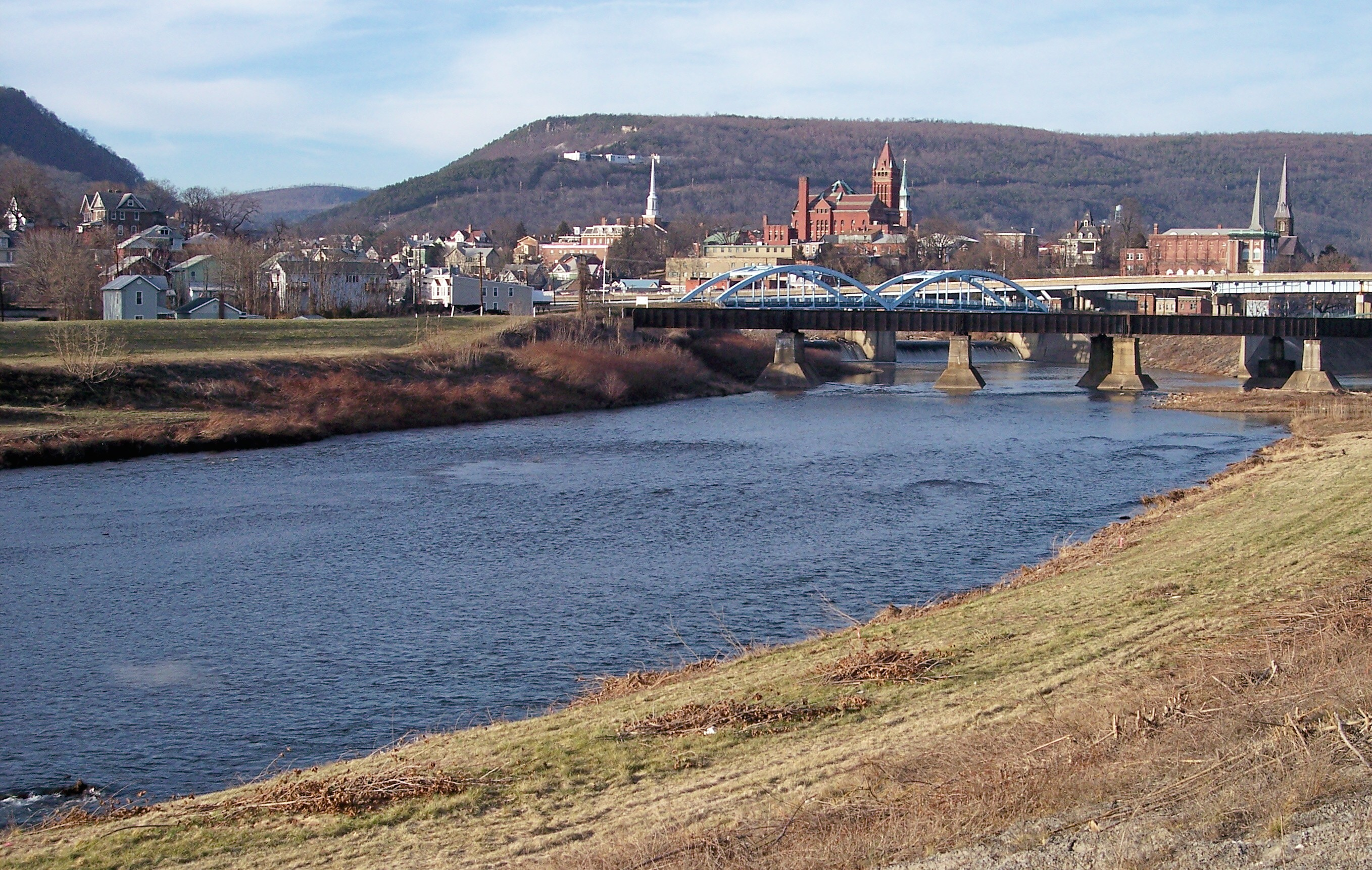
북부 지류

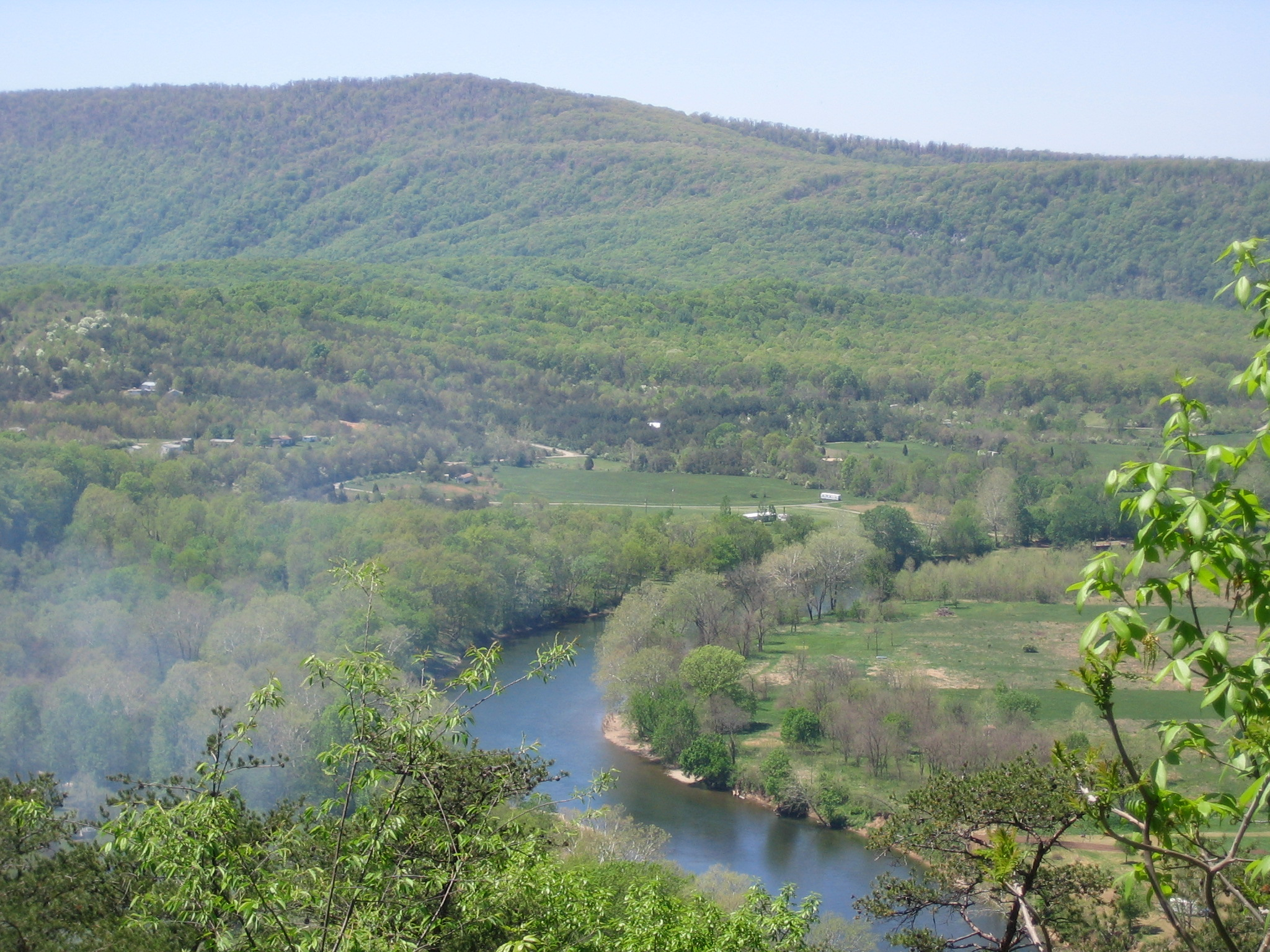
남부 지류

워싱턴 D.C.와 리치먼드가 근처에 있어, 남북 전쟁 중 동부의 주요 전투는 포토맥 강을 중심으로 벌어졌다. 1982년에 있었던 에어 플로리다 90편(영어판)이 여기에 추락하였다.